# Paraíso (São Paulo)
Paraíso  este un oraș în São Paulo (SP), Brazilia.